# Eduard Nacht
Eduard Nacht (* 2. Dezember 1939; † 16. April 2016 in Langenthal) war ein Schweizer Journalist und Webmaster.

## Biografie
Eduard Italo Nacht wurde in Bern als Sohn von Hans Erwin Nacht († 1947) und von Angèle Nacht, geborene Bichsel, geboren. Der Vater war in den 1930er Jahren Korrespondent für zahlreiche Schweizer Zeitungen in Rom und nach Kriegsausbruch verantwortlicher Auslandredaktor der Schweizerischen Mittelpresse (später Schweizerische Politische Korrespondenz). Die Familie ist seit Mitte des 17. Jahrhunderts in Vechigen (BE), seit Ende des 19. Jahrhunderts in Bern (Burgergemeinde) nachgewiesen.
Eduard Nacht arbeitete ab den 1960er Jahren als Journalist für die Schweizerische Politische Korrespondenz, dann für die Basler Nachrichten, den Tages-Anzeiger, die Berner Zeitung und andere grosse Schweizer Zeitungen, für die er über den Politalltag im Bundeshaus und als Korrespondent über Krisengebiete, unter anderem vom Vietnamkrieg, berichtete.
In den 1970er Jahren leitete er die Nachrichtenredaktion des damaligen Monopolradios DRS und führte die Übernahme der «Hauptnachrichten» von der Schweizerischen Depeschenagentur durch die Radio-Redaktion durch. Dann war Nacht im Gründungsteam der vom Zürcher Radio-Preis ausgezeichneten Sendung index 5vor12, der ersten Konsumentensendung des Deutschschweizer Radios.
In der Rheintaler-Gruppe und von 1979 bis 1982 beim Thuner Tagblatt war Nacht Chefredaktor; beim Langenthaler Tagblatt war er leitender Redaktor.
In den 1990er Jahren war er Pressechef der Bedag Informatik AG.
Er war Mitglied des Zentralvorstandes der Schweizerischen Kynologischen Gesellschaft und als solcher zuständig für die Herausgabe der Zeitschrift Hunde.
Heute ist er Inhaber der Medienbüro TCN Eduard Nacht AG in Langenthal und arbeitet als freier Journalist für Schweizer Tages- und Wochenzeitungen. Bekannt ist er u. a. durch seine Artikel in der Zeitschrift Computerworld Schweiz, seine Reportagen in Blick und SonntagsBlick sowie in anderen Zeitungen und Zeitschriften.